# Copa Reina Del Canadá 1955
En el año 1955 se efectuó la edición 24 de los torneos de Copa del fútbol costarricense (denominada con el nombre de Copa Reina del Canadá), organizada por la Federación de Fútbol de Costa Rica.
En semanas previas al Campeonato Centroamericano y del Caribe 1955, los clubes Alajuelense, Herediano, La Libertad, Moravia y Orión deciden concertar al margen del aval federativo un torneo de copa en los estadios de Alajuela y Heredia. A pesar de que al inicio los medios califican el torneo como un certamen indisciplinado, la Federación Nacional de Fútbol dirigida por Antonio Escarré (presidente) y Clemente Laclé (vicepresidente) termina respaldando el evento e incluso se comprometen a coordinar el uso del Estadio Nacional para las últimas jornadas de la copa. El trofeo es donado por la compañía Mamenic Line y se denomina “Reina del Canadá”.
El Club Sport Herediano disputó ante la Liga Deportiva Alajuelense el título, y en un reñidísimo último juego los florenses vencieron a los manudos en el clásico provincial un gol por cero. Logrando el conjunto herediano obtener el octavo cetro de copa en la historia.

El goleador del torneo fue Mardoqueo González del Club Sport La Libertad con 6 goles, alcanzado su segundo título de goleador de copa, ya que en la edición anterior de 1954 también lo había logrado.

## Resultados
| Equipo      | Pts. | PJ | PG | PE | PP | GF | GC | Dif |
| ----------- | ---- | -- | -- | -- | -- | -- | -- | --- |
| Herediano   | 7    | 4  | 3  | 1  | 0  | 8  | 5  | 3   |
| La Libertad | 5    | 4  | 2  | 1  | 1  | 17 | 8  | 9   |
| Alajuelense | 3    | 4  | 1  | 1  | 2  | 5  | 5  | 0   |
| Moravia     | 3    | 4  | 1  | 1  | 2  | 5  | 9  | -4  |
| Orión       | 2    | 4  | 0  | 2  | 2  | 3  | 11 | -8  |

| 9 de junio de 1955 | La Libertad            | 2:2 (2:1) | Alajuelense                | Estadio Eladio Rosabal Cordero, Heredia |  |
|                    | Alpízar ?' · Gobán 44' |           | Herrera 34' · Cabalceta ?' |                                         |  |

| 9 de junio de 1955 | Herediano            | 2:1 (2:0) | Moravia  | Estadio Eladio Rosabal Cordero, Heredia |  |
|                    | Montero ?' · Meza ?' |           | Muñoz ?' |                                         |  |

| 12 de junio de 1955 | Alajuelense  | 2:0 | Orión FC | Estadio de Alajuela, Alajuela |  |
|                     | Ulloa ?', ?' |     |          |                               |  |

| 12 de junio de 1955 | La Libertad                           | 3:4 (2:2) | Herediano                                       | Estadio de Alajuela, Alajuela |                            |
|                     | González ?' · Carmona ?' · Alpízar ?' |           | Esquivel ?' · Murillo ?' · Meza ?' · Montero ?' | Árbitro(s): Carlos Navarro    | Árbitro(s): Carlos Navarro |

| 19 de junio de 1955 | Moravia   | 1:5 (0:5) | La Libertad                                    | Estadio Eladio Rosabal Cordero, Heredia |  |
|                     | Muñoz 85' |           | Carmona ?', ?' · Alvarado ?', ?' · González ?' |                                         |  |

| 19 de junio de 1955 | Herediano   | 1:1 (1:1) | Orión FC   | Estadio Eladio Rosabal Cordero, Heredia |  |
|                     | Bejarano ?' |           | Zeledón ?' |                                         |  |

| 22 de junio de 1955 | Moravia                | 2:1 (2:0) | Alajuelense | Estadio Nacional, San José |  |
|                     | Cordero 7' · Castro ?' |           | Ulloa 46'   |                            |  |

| 22 de junio de 1955 | La Libertad                                      | 7:1 (4:0) | Orión FC   | Estadio Nacional, San José |  |
|                     | González 11', 35', 40', ?' · Alpízar 18', ?', ?' |           | Zeledón ?' |                            |  |

| 26 de junio de 1955 | Orión FC   | 1:1 (1:0) | Moravia  | Estadio Nacional, San José |  |
|                     | Zeledón ?' |           | Muñoz ?' |                            |  |

| 26 de junio de 1955 | Alajuelense | 0:1 (0:1) | Herediano   | Estadio Nacional, San José |                         |
|                     |             |           | Murillo 18' | Árbitro(s): Alvar Masís    | Árbitro(s): Alvar Masís |

|           |
| Herediano |
|           |
| 8° título |

| Predecesor: Copa Costa Rica 1954 | Torneo de Copa de Costa Rica 1955 | Sucesor: Copa Phillips 1955 |